# Đồng điếu phosphor

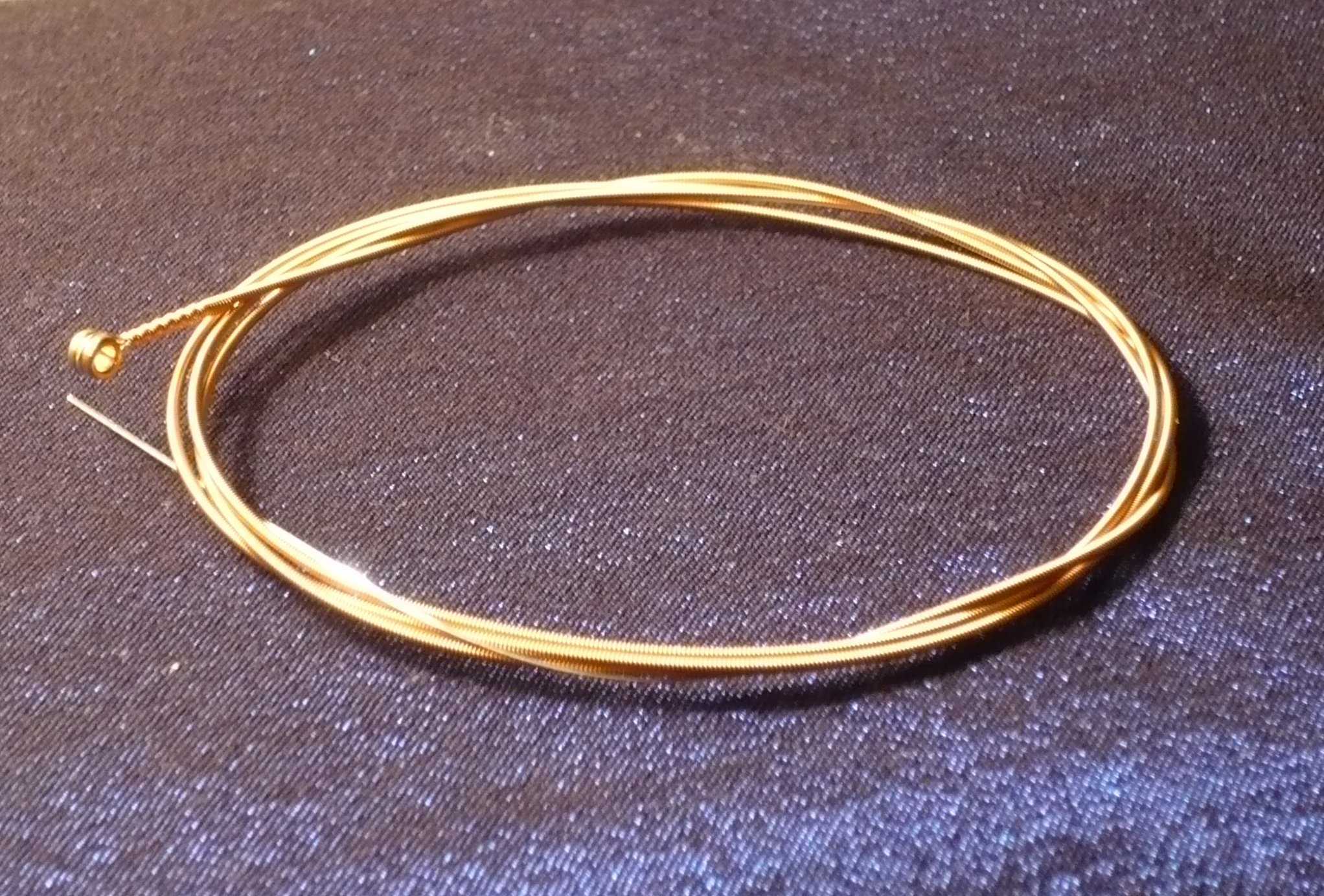
Một sợi dây đàn ghita được bọc trong đồng điếu phosphor

Đồng điếu phosphor là một hợp kim của đồng với khoảng từ 3,5 tới 10% thiếc và một lượng đáng kể phosphor tới 1%. Phosphor được bổ sung như là tác nhân khử oxy trong quá trình nấu chảy. Các hợp kim này đáng chú ý vì độ cứng, độ bền, hệ số ma sát thấp và hạt mịn. Phosphor cũng cải thiện độ chảy loãng của hợp kim khi nóng chảy và vì thế cải thiện khả năng đúc và cải thiện các tính chất cơ khí bởi sự sắp xếp gọn các ranh giới hạt.
Sự gia tăng thêm nữa của hàm lượng phosphor dẫn tới sự hình thành của hợph chất Cu3P (phosphide đồng) rất cứng, tạo thành dạng giòn của đồng thiếc phosphor và nó có ít ứng dụng.
Đồng điếu phosphor được sử dụng làm lò xo, nhíp, bu lông và một loạt các mặt hàng khác được sử dụng trong các môi trường trong đó có yêu cầu về khả năng chóng mỏi, mòn và ăn mòn hóa học, chẳng hạn chân vịt tàu thủy trong môi trường biển. Đồng điếu phosphor cũng được sử dụng trong một số nhạc cụ bộ hơi bằng kim loại (như kèn saxophon antô A992 do Yanagisawa sản xuất) thay vì dùng đồng thau. Đồng điếu phosphor được cho là tạo ra cho các nhạc khí này bộ âm thanh phức tạp hơn so với các hợp kim đồng thau. Nó đôi khi cũng được dùng trong sản xuất các loại chũm chọe và dây cho đàn ghita, mandolin và violin v.v.
Hợp kim này cũng được dùng như là thành phần kim loại của một số tấm kim loại (cầu) giữ răng giả. Hợp kim đồng điếu phosphor cũng có thể dùng trong các mạch điện do điện trở thấp của nó.